# Autonomismo
L'autonomismo è il fenomeno politico caratterizzato dalla rivendicazione, da parte degli abitanti di una data località, ad ottenere maggiore potere decisionale rispetto alla sovranità statale, cui comunque rimane sottoposto il territorio; è anche la tendenza di uno Stato a realizzare il decentramento o l'autonomia amministrativa.

## Descrizione
Tale ideologia viene sovente correlata con il federalismo; si riferisce a una forma di auto-governo delle regioni o delle entità amministrative minori rispetto al potere dello Stato centrale. L'indipendentismo è da ritenere distinto. Esistono inoltre movimenti politici autonomisti che appartengono a varie correnti di pensiero.

## Nel mondo

### In Europa
In Europa la maggioranza dei movimenti autonomisti si ispira principalmente a correnti di pensiero centriste, progressiste ed alcuni a venature cristiane o anche etnonazionaliste.

#### In Italia
In Italia, l'autonomia speciale nasce nel 1946 con la concessione dello Statuto speciale alla Sicilia; nel 1948 viene concessa l'autonomia alla Sardegna, alla Valle d'Aosta e al Trentino-Alto Adige (in questo caso, attuando le disposizioni dell'Accordo De Gasperi-Gruber siglato tra Italia e Austria), successivamente nel 1963, anche al Friuli Venezia Giulia. In Lombardia e in Veneto, hanno indetto i referendum sull'autonomia per le due regioni: quella veneta e quella lombarda, il 22 ottobre del 2017.

#### In Spagna
Le Comunità autonome spagnole sono la parte amministrativa che ogni comunità è autonoma in materia di diritti costituzionali e di leggi.

## Partiti politici
I partiti politici che hanno quale riferimento ideologico i fondamenti dell'autonomia sono presenti in alcuni territori in Italia: in Friuli Venezia Giulia (Patto per l'Autonomia, Movimento Friuli, Slovenska Skupnost), in Valle d'Aosta (Renouveau Valdôtain ed Union Valdôtaine), in Trentino-Alto Adige (Südtiroler Volkspartei e Partito Autonomista Trentino Tirolese), in Veneto (Liga Veneta, Progetto NordEst e Liga Veneta Repubblica), in Sardegna (Partito Sardo d'Azione, Progetto Sardegna e Riformatori Sardi), in Sicilia (Sud chiama Nord, DiventeràBellissima, Movimento per l'Autonomia e Siciliani Liberi).